# Giamaica ai Giochi olimpici
La Giamaica ha partecipato per la prima volta ai Giochi olimpici nel 1948. Nel 1960, gareggiò sotto il nome di Federazione delle Indie Occidentali.
Gli atleti giamaicani hanno vinto 94 medaglie ai Giochi olimpici estivi, quasi tutte nell'atletica leggera, e nessuna ai Giochi olimpici invernali.
L'Associazione Olimpica Giamaicana venne creata e riconosciuta dal CIO nel 1936.

## Medaglieri

### Medaglie alle Olimpiadi estive
| Giochi                 | Oro                                      | Argento                                  | Bronzo                                   | Totale                                   |
| ---------------------- | ---------------------------------------- | ---------------------------------------- | ---------------------------------------- | ---------------------------------------- |
| 1948 Londra            | 1                                        | 2                                        | 0                                        | 3                                        |
| 1952 Helsinki          | 2                                        | 3                                        | 0                                        | 5                                        |
| 1956 Melbourne         | 0                                        | 0                                        | 0                                        | 0                                        |
| 1960 Roma              | come Federazione delle Indie Occidentali | come Federazione delle Indie Occidentali | come Federazione delle Indie Occidentali | come Federazione delle Indie Occidentali |
| 1964 Tokyo             | 0                                        | 0                                        | 0                                        | 0                                        |
| 1968 Città del Messico | 0                                        | 1                                        | 0                                        | 1                                        |
| 1972 Monaco            | 0                                        | 0                                        | 1                                        | 1                                        |
| 1976 Montréal          | 1                                        | 1                                        | 0                                        | 2                                        |
| 1980 Mosca             | 0                                        | 0                                        | 3                                        | 3                                        |
| 1984 Los Angeles       | 0                                        | 1                                        | 2                                        | 3                                        |
| 1988 Seul              | 0                                        | 2                                        | 0                                        | 2                                        |
| 1992 Barcellona        | 0                                        | 3                                        | 1                                        | 4                                        |
| 1996 Atlanta           | 1                                        | 3                                        | 2                                        | 6                                        |
| 2000 Sydney            | 0                                        | 6                                        | 3                                        | 9                                        |
| 2004 Atene             | 2                                        | 1                                        | 2                                        | 5                                        |
| 2008 Pechino           | 5                                        | 4                                        | 2                                        | 11                                       |
| 2012 Londra            | 4                                        | 5                                        | 3                                        | 12                                       |
| 2016 Rio de Janeiro    | 6                                        | 3                                        | 2                                        | 11                                       |
| 2020 Tokyo             | 4                                        | 1                                        | 4                                        | 9                                        |
| Parigi 2024            | 1                                        | 3                                        | 2                                        | 6                                        |
| Totale                 | 27                                       | 39                                       | 28                                       | 94                                       |

### Medaglie alle Olimpiadi invernali
| Giochi              | Oro              | Argento          | Bronzo           | Totale           |
| ------------------- | ---------------- | ---------------- | ---------------- | ---------------- |
| 1988 Calgary        | 0                | 0                | 0                | 0                |
| 1992 Albertville    | 0                | 0                | 0                | 0                |
| 1994 Lillehammer    | 0                | 0                | 0                | 0                |
| 1998 Nagano         | 0                | 0                | 0                | 0                |
| 2002 Salt Lake City | 0                | 0                | 0                | 0                |
| 2006 Torino         | non partecipante | non partecipante | non partecipante | non partecipante |
| 2010 Vancouver      | 0                | 0                | 0                | 0                |
| 2014 Sochi          | 0                | 0                | 0                | 0                |
| 2018 PyeongChang    | 0                | 0                | 0                | 0                |
| 2022 Pechino        | 0                | 0                | 0                | 0                |
| Totale              | 0                | 0                | 0                | 0                |

### Medaglie per disciplina

#### Olimpiadi estive
| Sport            | Oro | Argento | Bronzo | Totale |
| ---------------- | --- | ------- | ------ | ------ |
| Atletica leggera | 27  | 39      | 27     | 93     |
| Ciclismo         | 0   | 0       | 1      | 1      |
| Totale           | 27  | 39      | 28     | 94     |